# 赤い迷宮
『赤い迷宮』（あかいめいきゅう）は、1993年10月25日〜12月24日にTBS「花王 愛の劇場」枠にて放送された昼ドラマである。全45話。

## 概要・ストーリー
TBSと大映テレビの共同制作。
放送当時は、初めて昼ドラとして制作された「赤いシリーズ」作品（11作目）とされたが、2006年に『赤い奇跡』が新作として放送されて以降、「赤いシリーズ」にカウントされない事例も出てきている。
養女になった一人の女が、あらゆる苦難を乗り越えて義兄との愛を貫いていく姿を描く恋愛サスペンス。

## キャスト
- 酒井妙子：森下桂（現・森下涼子）
町工場の機械工・中村善男と君子夫妻の長女で、本人も旧姓は中村。しかし父は事故死、母は蒸発。そのようなこともあって酒井家の養子となっている。史朗に対して愛情を持っている。冷静で我慢強い心の優しい女性である。史朗が自殺を図り意識不明になってしまった時、聖子に対する憎悪が爆発し、聖子とその関係者に復讐の炎を燃やす。
- 酒井史朗：倉田てつを
聖和医科大学の大学院に在籍する呼吸器科の研修医。俊太朗が刺され輸血のために血液検査をした時に俊太朗が実の父親ではないことがわかってしまうが実の子として育ててくれた俊太朗に感謝する。そのいきさつもあってか、聖子が相談もなくお腹の子を勝手に中絶したことに絶望し、酒井家の別荘で自殺を図る。妙子と信吾が駆けつけたおかげで一命を取り留めるも意識不明の状態が続いていたが、最後は奇蹟的に意識が回復した。
- 盛田聖子：八木小織
盛田家の三女。妙子と同じ高校の同級生。派手で気が強くて我も強いプライドの高い傲慢な女性である。自身は聖和医科大学に合格して入学、そして史朗に近づくための策略を次々と練る。それゆえ、妙子のことを邪魔な存在と見ている。やがて、史朗との間の子供を妊娠してしまい、それを武器にさらに強く結婚を迫るも、史朗の実父の秘密を知ると悲しみと怒りに狂い、史朗に相談もなく勝手にお腹の子を中絶し盛田家一族の前で史朗に婚約破棄を言い渡す。
- 武田信吾：緒形幹太
史朗の親友で、史朗と同じく聖和医科大学の大学院に在籍。妙子に恋心を抱いており、結婚したいとも意識している。しかし、妙子と史朗が恋仲だと知ると史朗に幻滅し史朗に絶交を言い渡すも、史朗に困ったことがあったりすると助けたり協力したりするなど友達想いの心優しい男である。
- 酒井友恵：岩本多代
息子の史朗の将来の成功を強く願い、妙子と史朗の間に兄妹以上の愛情が生まれることを許していない。それが故に、妙子にきつい事を言ったりきつく当たってしまうこともあるが、根は心優しい母親である。俊太朗の説得でやがて妙子と史朗の仲を認めるようになる。史朗の入院時はさまざまな苦難を乗り越えながらも懸命に史朗を看病する。
- 盛田昌代：小林哲子
名家・盛田家の誇りを持ち、娘の聖子と史朗が結婚することを望む。友恵を巻き込んで、妙子の酒井家追放を図る。ところが、史朗の実父の秘密を黒木から知らされ、聖子と史朗の結婚に猛反対し出し、手のひらを返すかのように史朗に対しけんもほろろな冷たい態度に変わる。最後は、聖子の留学パーティの席で妙子らによってかつて山口と不倫関係にあったことと聖子は昇平の娘ではないことを暴露され昇平に拳銃を向けられ無理心中させられ死亡する。
- 木下亮子：笹峰愛（現・笹峯愛）
妙子の実の妹で、自身も旧姓は中村。妙子と同様の事情で木下実の養子となっている。しかし亮子は非行に走り薬物に溺れる日々を送っていたが、妙子や俊太朗と出会ってから更生するようになる。その後、聖子の陰謀により覚醒剤所持で逮捕されてしまうも、田所の救いによって濡れ衣であることが証明されて無罪になり無事釈放される。
- 黒木章吾∶赤塚真人
昇平の知人で、経営コンサルタント。裏の顔は結婚仲介人。姑息な手段を使うなど、けっこうあくどい奴である。史朗の実父の秘密を盛田家に内緒にする代わりに妙子に肉体関係を迫るが妙子に拒絶され、その腹いせに史朗の実父が山本であることと山本の素性を昌代にバラし史朗と聖子の婚約を破談にさせる。俊太朗殺害の黒幕で、長坂に100万円を渡し俊太朗殺害を依頼していた。ところがその矢先、ビルの屋上で兼子を絞殺しようとしているところを妙子にカメラで激写され、そのカメラを奪おうと妙子と揉み合っているうちにそのはずみでビルの屋上から転落死してしまう。
- 高石光雄：北村総一朗
聖和医科大学の主任教授。昇平とは親友の間柄であるが、裏口入学のスキャンダルで昇平から辞任を迫られて辞任をせざるを得ない状況に陥り裏口入学スキャンダル否定会見時に辞任を公言し辞任し失脚する。
- 富本公一∶夏夕介
照子の夫。
- 富本照子∶大塚良重
盛田家の長女。
- 杉田弓彦∶下塚誠
陽子の夫。
- 杉田陽子∶たくみまり
盛田家の次女。
- 中村善男∶松村冬風
妙子・亮子姉妹の父。実の娘の妙子・亮子姉妹が幼い頃に町工場で働いていたがリストラに遭い酒を呑んだくれる日々を過ごしていたが蒸発した君子を探しに出かけた時に事故に遭い他界してしまう。
- 中村君子：加倉井えり
妙子・亮子姉妹の母。実の娘の妙子・亮子姉妹と夫を捨てて蒸発し内縁の夫と暮らしていたが、DVであった内縁の夫を殺害し逮捕され刑を服して出所していたが、約３年前に末期がんで他界。
- 君子∶村上理子
偽者の妙子・亮子姉妹の母。派手で呑んだくれの水商売の女。成りすましの偽者の母だけれど妙子から差し出された現金約60万円は受け取らなかった。
- 岡本∶水島新太郎
聖和医科大学の研修医で、史朗や信吾の同僚。
- 倉田∶朝井翔
聖和医科大学の研修医で、史朗や信吾の同僚。
- 木村翠
昇平の行きつけのクラブのママ。
- 竹本りえ
盛田家の若い家政婦。
- 松井龍二
昇平の秘書。
- 木下実∶粟津號
中華料理「木龍」の店主で、亮子の養父。実の娘が授かってから養娘の亮子を可愛がることが無くなってしまい粗末に扱うようになった。
- 木下実の妻∶前沢保美
中華料理「木龍」の女将で、亮子の養母。実の娘が授かってから養娘の亮子を可愛がることが無くなってしまい夫の実よりも粗末に扱うようになりまだ幼い亮子をこき使ったり厳しく叱ったりしていた。
- 浅沼晋平
聖和医科大学の助教授。
- 芦沢孝子
聖和医科大学の看護婦長。
- 田村∶西沢広美
聖和医科大学の主任看護婦。
- 青井∶野村信次
聖和医科大学の検査技師。
- 長坂かずお∶田島基吉
俊太朗を殺害した実行犯。裁判で死刑を求刑され、この求刑に驚いて俊太朗殺害は青山と名乗る男に依頼されたと告白し出す。
- 長坂兼子∶野村昭子
長坂の母親。妙子の黒木に対する復讐のために練った策略に30万円で妙子に協力し、妙子のシナリオ通り黒木を脅迫するもビルの屋上で黒木に絞殺されかかるが妙子の来訪で無事に済む。その後、黒木の変死事件の重要参考人として刑事に取り調べを受けるが、妙子の俊太朗に対する思いと息子のかずおが俊太朗を殺害してしまった贖罪の気持ちから妙子が不利になる証言は一切せず妙子は黒木の変死事件とは無関係と証言し、妙子と一緒に釈放される。
- 広瀬昌亮
黒木の転落変死事件の担当刑事。妙子や兼子を取り調べる。
- 石川恵美
史朗の入院先である東都大学病院の当直看護婦。
- 後藤∶桑原一人
妙子を狙う男で、妙子を廃ビルに連れ込み妙子と史朗を殺すと脅迫する。史朗の潜伏入院先で史朗を殺害しようとするが潜んでいた刑事に取り押さえられ逮捕される。
- 田所きくえ∶上原由恵
田所家の本妻。龍三が幼い頃、田所家の使用人として働いていた龍三の母親をいじめまくる。（回想シーンのみ）
- くじら
田所家の使用人。きくえの側近的存在で、きくえの命令で龍三の母親と幼い龍三をいじめるが、龍三の母親に突き飛ばされ、そのはずみで頭を強く打ち死亡してしまう。（回想シーンのみ）
- 宗方耕平∶宮崎達也
横浜にある宗方病院の医院長。信吾の知人でもあり、史朗が入院していることを外部に漏れないよう極秘に徹する。
- クロキプロ
- 東京宝映
- 田所龍三：松村雄基
昇平の紹介で聖子と見合いし婚約するも、この婚約は昌代に対する復讐のためであり、盛田家一族の前で突然婚約破棄し聖子を裏切り盛田家の誇りをズタズタにする。そして、妙子にプロポーズをするが、史朗の存在を知り潔く諦める。
- 山本敏晴∶石浜朗
史朗の実父。俊太朗の親友であり良きライバルでもあったが転落人生に陥ったのをきっかけに俊太朗と仲違いしてしまい疎遠になってしまっていたが近年和解していた。転落人生の時に殺人を犯してしまった過去がある。今は療養施設で暮らしている。
- 山口勝治∶森下哲夫
聖子の実父。昔聖子が生まれる前、盛田家のお抱え運転手であったが、昇平が海外へ出張中に昌代から肉体関係を迫られ昌代と情事を重ねていた。今は糖尿病患者であるがために大きくなった聖子をひと目見たいと盛田家を訪れるも昌代からは追い返されたり、妙子の計らいで聖子と対面を果たすことができるが聖子からは始終冷たくされて、挙句の果て、大切に持っていた昌代からの手紙を聖子に目の前で燃やされてしまい、さらに、実の娘である聖子に殺されかかるが、妙子と信吾の先手によって無事に済む。
- 盛田昇平：坂上二郎
民友党の代議士。娘の聖子を医学界で将来有望な男性に嫁がせて盛田家を盤石なものにしたいとの野望を持つ。最後は、聖子の留学パーティの席で妙子らによってかつて昌代と山口が不倫関係にあったことと聖子は昇平の子ではなく山口の子であることを知らされ、プライドをズタズタにされ、昌代を強引に連れて昇平の部屋で昌代を道連れにして拳銃で心中を図り昌代と一緒に死亡する。
- 酒井俊太朗：梅宮辰夫
東都大学医学部の教授で、精神医学の権威。妙子と史朗の間に愛情があるのを感じ、それを温かく見守っている。常識人で心優しい器の大きい男である。盛田家を快く思っておらず、特に聖子に対してあまり良く思っていない。ところが突然、長坂に背後から背中を強く刺されて重体となり、妙子に史朗の出生の秘密を打ち明けた後に息絶えてしまう。

（参考：）

## スタッフ
- プロデューサー - 春日千春、荒川洋、山田護
- 脚本ｰ　江連卓
- 音楽 - 竹村次郎
- ナレーター - 来宮良子
- 監督 - 江崎実生
- 制作 -　TBS、 大映テレビ

## 放送日程
| 週 | 回      | 放送日                          | タイトル           |
| -- | ------- | ------------------------------- | ------------------ |
| 1  | 1 - 5   | 1993年10月25日 - 1993年10月29日 | 禁断のラブ・ゲーム |
| 2  | 6 - 10  | 1993年11月1日 - 1993年11月5日   | あばかれた秘密愛   |
| 3  | 11 - 15 | 1993年11月8日 - 1993年11月12日  | 兄よ、恋人よ       |
| 4  | 16 - 20 | 1993年11月15日 - 1993年11月19日 | 酒井家の崩壊       |
| 5  | 21 - 25 | 1993年11月22日 - 1993年11月26日 | 父と子と母の秘密   |
| 6  | 26 - 30 | 1993年11月29日 - 1993年12月3日  | 私は許さない       |
| 7  | 31 - 35 | 1993年12月6日 - 1993年12月10日  | 愛は勝つか?!       |
| 8  | 36 - 40 | 1993年12月13日 - 1993年12月17日 | 復讐のラブゲーム   |
| 9  | 41 - 45 | 1993年12月20日 - 1993年12月24日 | 愛の奇蹟           |

## 主題歌
- ダイアナ・ロス『恋のプレリュード』